# Ernest de Sarzec
Ernest Choquin de Sarzec  (Rennes, 1832 – Bécs, Ausztria, 1901) francia diplomata, régész.

## Munkássága

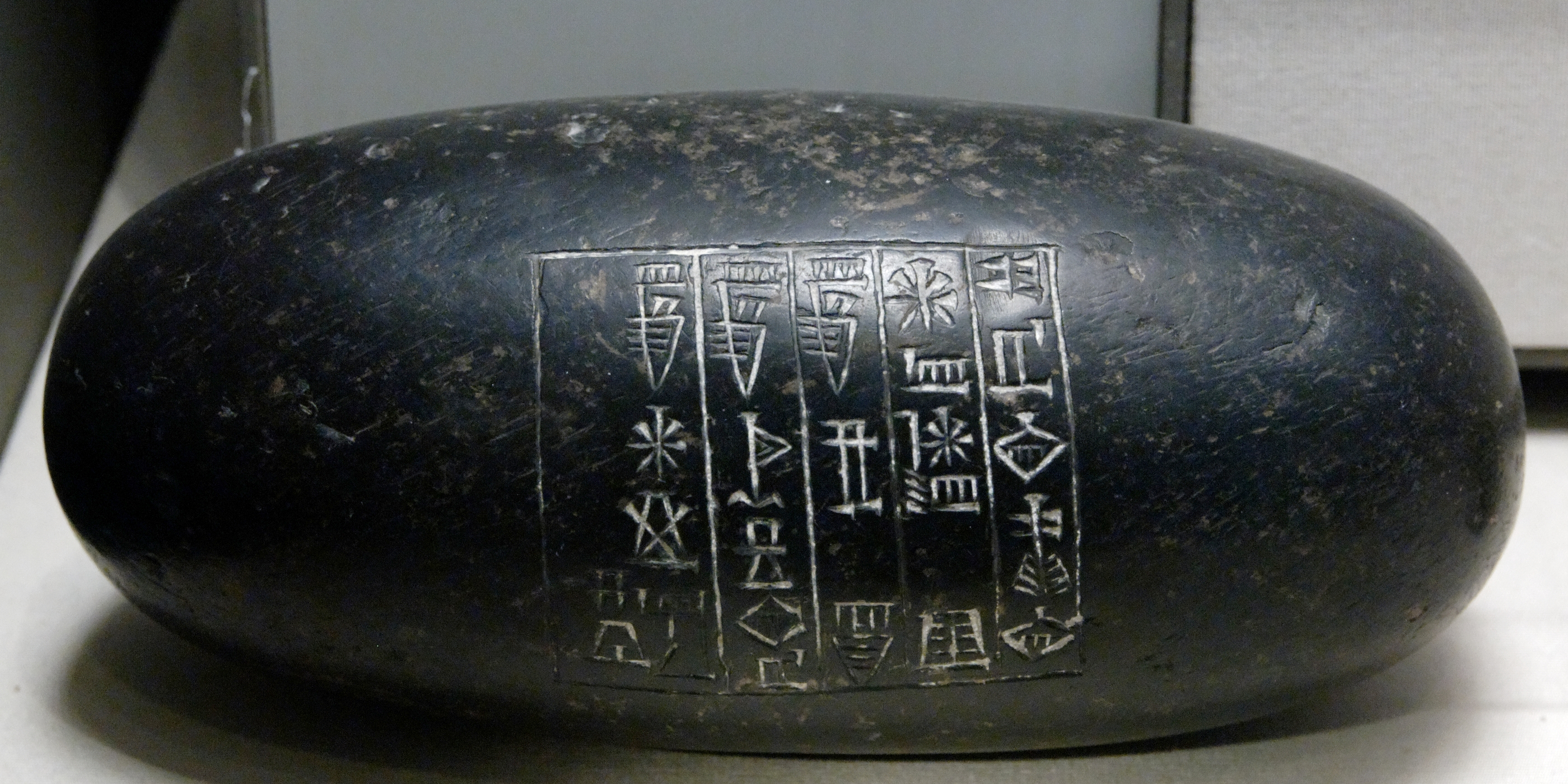
5 minás súly Tellóból

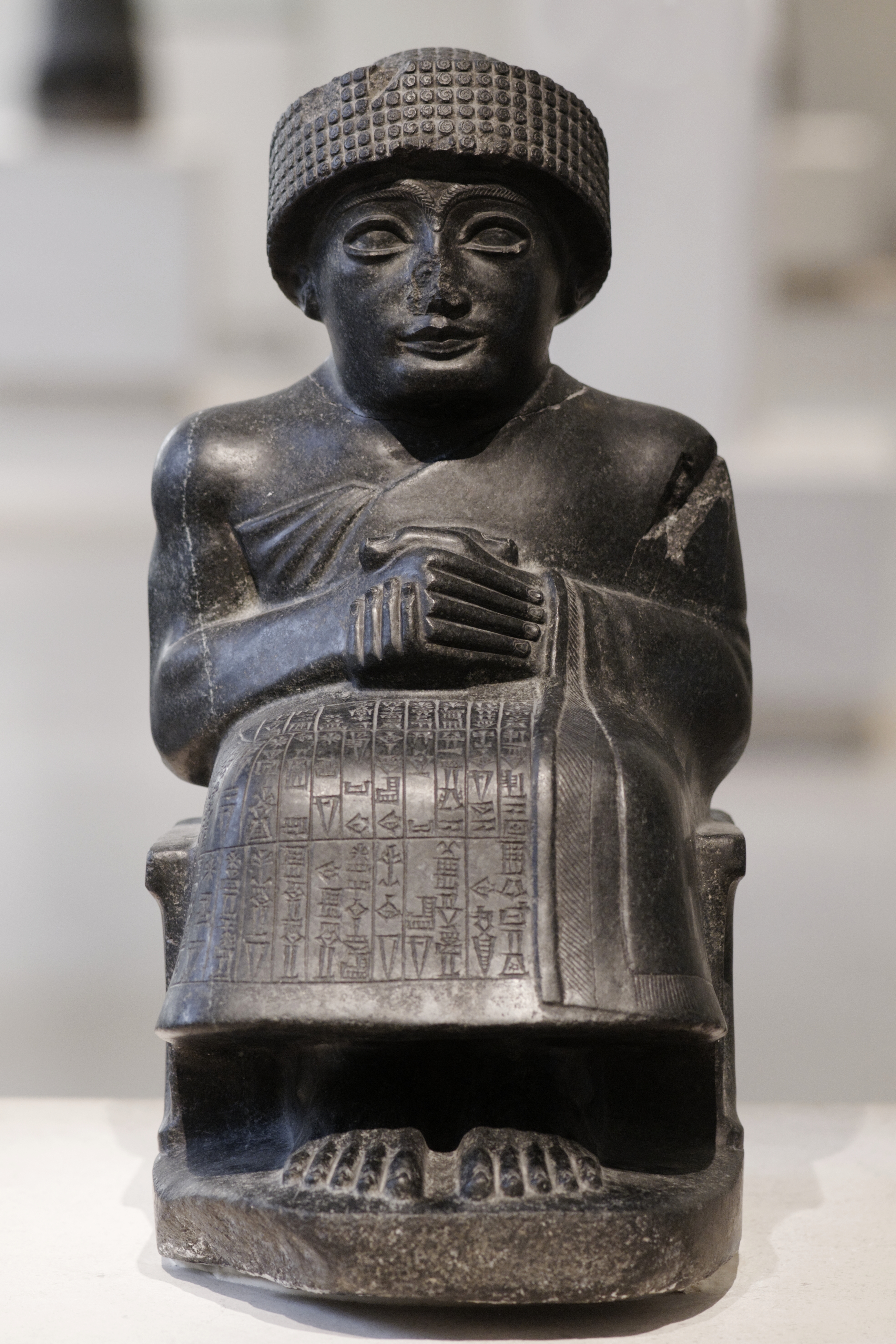
Gudea dioritból készült szobra

A francia diplomácia szolgálatában állt. 1872-ben Baszrába helyezték. A régészek már korábban is feltételezték egy korábbi civilizáció jelenlétét a térségben, mivel az ékírás nem jöhetett létre egy előző külső hatás nélkül. 1877-ben Sarzec ásatásokba kezdett Tello[h] dombjánál. Négy évig ásott, 1881-ig. Feltárta Gudea papkirály vagy tartományi fejedelem dioritból készült szobrát. A tudósok ennek elkészítését az i. e. 22. századra, az újsumer periódusra teszik. Ásatásokat folytatott Fara és Nippur területén is.

## Jelentősége
Ásatásaival bebizonyította az addig csak feltételezett sumer nép létezését, akik kultúrájukkal megtermékenyítően hatottak a térségre. Velük jelent meg az államiság és az írás Mezopotámiában.